# 尹壯鉉
尹壯鉉（韓語：윤장현，1949年4月26日—），韓國醫師、自由派政治人物，曾任光州廣域市長。

## 生平
尹壯鉉小學在光州瑞南初級學校度過；中學就讀光州暑中學校（韓語：광주서중학교）與慈幼會高等學校，後進入朝鮮大學醫學院畢業。
2014年6月4日，尹壯鉉在大韓民國第六屆廣域地方自治團體長選舉中以367,150票大比數勝過原市長姜雲太與四名候選人李正宰、尹敏皓（韓語：윤민호）、李昞勳（韓語：이병훈）與李炳浣當選光州廣域市長。

## 外部連結
- 尹壯鉉個人網站

| 韩国政府职务  | 韩国政府职务                | 韩国政府职务  |
| ------------- | --------------------------- | ------------- |
| 前任： 姜雲太 | 光州廣域市長 2014年－2018年 | 繼任： 李庸燮 |